# Джон де Соулс (хранитель Шотландии)
Сэр Джон де Соулс (англ. John de Soulis, англ. John de Soules; умер до 1310) — шотландский аристократ, хранитель Шотландии в 1301—1304 годах, второй сын Николаса I де Соулса, лорда Лиддесдейла, младший брат Уильяма I де Соулса, юстициария Лотиана. Он оказался во главе Шотландии во время Первой войны за независимость. Однако в 1304 году после заключения мира с Англией был приговорён к изгнанию из страны. Оставшиеся годы жил во Франции, где и умер.

## Биография
Джон происходил из шотландского рода Соулсов, имеющего нормандские корни, название которого происходило от поселения Суль (фр. Soulles). Его отцом был Николас I де Соулс, лорд Лиддесдейла и кравчий Шотландии. Его старшим братом был Уильям I де Соулс, юстициарий Лотиана, который умер около 1292/1293 года.
Впервые в источниках Джон появляется в 1280 году. Первоначально он находился в тени своего старшего брата, но с 1284 года, став к этому времени рыцарем, он начинает играть более важные роли. В этом году Джон в качестве королевского служащего участвует в посольстве, которое организовывало брак Иоланды де Дрё с королём Александром III.
К 1289 году Джон был шерифом Берика; возможно, что эту должность он занимал ещё до 1286 года. В 1290 году Соулс входил в число самых влиятельных магнатов Шотландского королевства, участвовавших в переговорах в Бирмингеме.
Во время Великой тяжбы Джон вместе со старшим братом Уильямом были назначены аудиторами Робертом де Брюсом, 5-м лордом Аннандейлом, несмотря на то что сын Уильяма Николас II де Соулс был одним из претендентов на шотландский престол.
Джон упоминается в двух отчётах парламентов, собранных в 1293 году королём Иоанном I де Баллиолом, в том числе в качестве поручителя юного Роберта Брюса, графа Каррика (будущего шотландского короля Роберта I), а в 1295 году он был одним из двух шотландских магнатов, которых правительство, сместившее короля Иоанна I с трона, послало во Францию для заключения союза. Имя Джона отсутствует в Рагманских свитках среди тех аристократов, которые в 1296 году подчинились английскому королю Эдуарду I. Хотя существует хартия, которую он засвидетельствовал в этот период, она не датирована и, возможно, относится к более раннему периоду.
Не существует свидетельств того, что Джон находился в Англии или Шотландии после 1295 года. Вероятно, он в течение около 5 лет жил во Франции. В феврале и мае 1299 году французский король Филипп IV назначал ему денежные выплаты. В июле 1299 года Джон находился в Дамме, ожидая отправки в Шотландии — как раз в то время, когда Иоанн I Баллиол был освобождён в Англии под опеку папы римского.
Высказывались предположения, что Джон вернулся в Шотландию в 1299 году, однако никаких документальных свидетельств этому нет. Арчибальд Дункан считает более вероятным, что он остался на континенте, поскольку бывший шотландский король получил свободу и теперь он мог присоединиться к нему. Иоанн Фордунский утверждает, что в то время, когда хранителем Шотландии был Джон Комин (то есть с 1298 года), получивший свободу Иоанн I Баллиол, который жил в Байёле назначил своим преемником Джона де Соулса. Во Францию бывший шотландский король прибыл вскоре после сентября 1300 года. Дункан считает, что, несмотря на сообщение Иоанна Фордунского, Баллиол мог назначить Соулса хранителем Шотландии ещё до его выдачи французам и до отбытия в Байёль, поскольку уже в мае 1301 года тот был единственным хранителем Шотландии. Находясь на этом посту, Джон начал издавать хартии и другие акты от имени короля Иоанна, а в ответ на уклончивые аргументы, выдвинутые Эдуардом I при папском дворе отправил двух поверенных, чтобы они присоединились к Балдреду Биссету в курии с рядом убедительных контраргументов.
В это время продолжались боевые действия между англичанами и шотландцами, и для последних они складывались менее успешно, чем словесные баталии при папском дворе. Летом 1301 года Соулс и Ингрэм де Умфравиль успешно преследовали армию принца Уэльского на юго-западе Шотландии. 7—8 сентября шотландцы безуспешно пытались захватить замок Лохмабен, а затем вступили в Лаудон, тщетно надеясь освободить замок Ботвелл, осаждённый Эдуардом I. При этом Соулс благоразумно старался уклонялся от столкновений с главными силами английского короля. В итоге Эдуард I так мало чего смог добиться в Шотландии в этот период, что в январе 1302 года согласился на девятимесячное перемирие.
После разгрома армии Филиппа IV в битве при Куртре ему стало не до шотландцев. Поскольку дальнейшие успехи Шотландии во многом зависели от союза с Францией и заключит ли та мир с Англией, осенью 1302 года Соулс вновь отправился с внушительным посольством во Францию, чтобы убедить Филиппа IV помочь шотландцам. Однако переговоры окончились неудачей: 20 мая 1303 года был согласован мир между Англией и Францией, о Шотландии в договоре не говорилось ни слова. В итоге у Эдуарда I оказались развязаны руки и он мог сосредоточиться на Шотландии, не оглядываясь на французского короля и папу. Он начал новый поход против шотландцев и не встретил особого сопротивления. В итоге в феврале 1304 года шотландские магнаты решили просить мира. Эдуард I предложил достаточно мягкие условия мира, принятые Джоном Комином и другими шотландскими магнатами, которые в это время не находились во Франции. Большинство магнатов на 2 года изгонялись из Шотландии, но при этом сохраняли свои владения в стране, а те, кто имел владения в Англии, могли их выкупить. В числе изгнанных на 2 года был и Джон де Соулс, однако он предпочёл не принимать какие условия и остался во Франции. Там он жил вплоть до самой смерти, которая наступила не позже 1310 года.

## Брак и дети
Жена: Маргарет, дочь Мерлсвейна, лорда Андроса в Файфе, вдова Хью де Перисби. Дети:
- Мюриэлла де Соулс[1].